# La Londe-les-Maures
La Londe-les-Maures er en fransk kommune i departementet Var.
Byen blev hårdt ramt under oversvømmelserne i Var i januar 2014.